# John Jairo Ruiz
John Jairo Ruiz Barrantes (Puntarenas, 10 gennaio 1994) è un calciatore costaricano, attaccante dell'Herediano.

## Caratteristiche tecniche
È una seconda punta dal fisico brevilineo.

## Carriera

### Club
La sua carriera da calciatore inizia nel 2011 quando viene acquistato dal Deportivo Saprissa per militare in prima squadra.

### Lilla
Dopo solo sei mesi trascorsi con il club di San José viene acquistato dal Lille, club francese militante in Ligue 1. L'esordio nel campionato francese arriva dopo l'esperienza in Belgio con il Mouscron-Péruwelz il 10 agosto 2013 nella partita contro il Lorient finita 1-0 per "les lillois". Il 24 novembre 2013 gioca la sua prima partita da titolare con il Lilla nella vittoria per 1-0 sul Tolosa. È costretto ad uscire al minuto '38 per un infortunio che lo lascerà fuori per 1 mese. Il 21 gennaio 2014 esordisce in Coupe de France nella partita Croix-Lille 0-3. Il 24 gennaio 2014 torna a giocare in campionato dopo l'infortnunio nel pareggio casalingo per 1-1 contro il Rennes.

### Nazionale
Nel 2011, con la nazionale Under-17 costaricana, ha preso parte al campionato nordamericano di calcio segnando 4 gol.
Nello stesso anno, con l'Under-20 ha preso parte ai Mondiali di categoria. Della squadra è stato il più giovane convocato (17 anni).
Nel 2013 prende parte al Campionato nordamericano di calcio Under-20 2013 durante il quale segna il gol vittoria contro Haiti.
Nel 2014 fa il suo esordio in nazionale maggiore.